# Bamangamakatti
Bamangamakatti (nep. बमनगामाकट्टी) – gaun wikas samiti we wschodniej części Nepalu w strefie Sagarmatha w dystrykcie Saptari. Według nepalskiego spisu powszechnego z 2001 roku liczył on 1177 gospodarstw domowych i 6967 mieszkańców (3433 kobiet i 3534 mężczyzn).